# Tänker inte alls gå hem
Tänker inte alls gå hem è un singolo del gruppo musicale svedese Arvingarna, pubblicato il 27 febbraio 2021 su etichetta discografica Sony Music Entertainment Sweden.

## Descrizione
Con Tänker inte alls gå hem il gruppo ha preso parte a Melodifestivalen 2021, la competizione canora svedese utilizzata come processo di selezione per l'Eurovision Song Contest 2021. Si tratta della sesta partecipazione al festival degli Arvingarna, e della prima dal 2019. Essendo risultati fra i due più votati dal pubblico tra i sette partecipanti alla sua semifinale, hanno avuto accesso diretto alla finale del 13 marzo. Qui si sono piazzati al 9º posto su 12 partecipanti con 44 punti totalizzati, di cui 22 provenienti dalle giurie internazionali e altrettanti risultanti dal televoto.

## Tracce
Testi e musiche di Stefan Brunzell, Nanne Grönvall, Thomas G:son e Bobby Ljunggren.
1. Tänker inte alls gå hem – 3:01

## Classifiche
| Classifica (2021) | Posizione massima |
| ----------------- | ----------------- |
| Svezia            | 24                |